# Nicole Deschamps
Pour les articles homonymes, voir Deschamps.
Nicole Deschamps est une écrivaine et professeure québécoise née le 16 octobre 1931 et morte le 31 juillet 2023.

## Biographie
Elle a été, de 1963 à 1997, professeure à l'Université de Montréal au département d'études françaises ; elle y a enseigné la littérature québécoise et la littérature française.
Micropsychanalyste, elle a été Membre fondatrice de la Société internationale de micropsychanalyse et de l’Institut suisse de micropsychanalyse.
Elle a écrit seule ou à titre de coauteure des études critiques sur des auteurs tels que Sigrid Undset, Louis Hémon, Marcel Proust et Alain Grandbois. Elle a procuré plusieurs éditions critiques, de Louis Hémon, d'Alain Grandbois et d’Élisabeth Bégon.
Elle a souvent collaboré aux émissions littéraires de la Société Radio-Canada.

## Honneurs
- 1966 - Prix David pour son ouvrage Sigrid Undset ou La morale de la passion